# 甘尼夫卡 (亞基米夫卡區)
46°43′6″N 34°55′30″E / 46.71833°N 34.92500°E
甘尼夫卡（烏克蘭語：Ганнівка）是位於烏克蘭東南部的村莊，由扎波羅熱州梅利托波爾區的亞基米夫卡市鎮負責管轄。該村始建於1818年，面積0.82平方公里，海拔高度34米，2001年人口190，人口密度每平方公里231.1人。